# Yōko Honna
Yōko Honna (本名 陽子, Honna Yōko, * 7. Januar 1979 in Sōka, Präfektur Saitama) ist eine japanische Schauspielerin, Synchronsprecherin und Sängerin aus Sōka, Präfektur Saitama, Japan. Sie arbeitet bei Re/Max (RE/MAX), obwohl sie früher beim Synchronstudio 81 Produce arbeitete. Sie ist vor allem als Stimme von Nagisa Misumi aus der Originalserie „Pretty Cure“ sowie als Shizuku Tsukishima aus „Stimme des Herzens“ bekannt.

## Biographie
Honna begann mit zwölf Jahren sich als Synchronsprecherin zu betätigen. Von 1996 bis 2002 besuchte nach ihrem Abitur die Universität Saitama und studierte Philosophie. Nebenbei arbeitete sie als Fotomodell, später ließ sie sich zur Schauspielerin in Tokio ausbilden.
Im Jahr 2014 heiratete sie und brachte im Juni 2015 eine Tochter zur Welt. Im Jahr 2017 gab sie ihre Schwangerschaft mit einem zweiten Kind bekannt und berichtete von ihren Erfahrungen mit einer Fehlgeburt, die sie kurz zuvor erlitten hatte.

## Filmografie

### Anime
- 2004: Futari wa Pretty Cure
- 2004: Agatha Christie no Meitantei Poirot to Marple
- 2004: Ninja Nonsense
- 2004: Rockman.EXE Stream
- 2005: Futari wa Pretty Cure Max Heart
- 2005: Emma: A Victorian Romance
- 2005: Glass Mask
- 2005: Futakoi Alternative
- 2005: Tide-Line Blue
- 2005: To Heart 2
- 2005: Cluster Edge
- 2005: Oh My Goddess![3][4]
- 2006: Ray
- 2006: .hack//Roots[5]
- 2006: xxxHOLiC
- 2006: Koi suru Tenshi Angelique: Kokoro no Mezameru Toki
- 2007: Koi suru Tenshi Angelique: Kagayaki no Ashita
- 2007: Emma: A Victorian Romance Second Act
- 2007: Mobile Suit Gundam 00
- 2008: Noramimi
- 2008: Mobile Suit Gundam 00 Second Season
- 2010: Hanamaru Kindergarten
- 2010: Highschool of the Dead
- 2013: Karneval
- 2014: Happiness Charge PreCure
- 2016: Space Patrol Luluco
- 2020: Listeners
- 2021: The Idaten Deities Know Only Peace

### Film
- 1991: Tränen der Erinnerung – Only Yesterday
- 1995: Stimme des Herzens – Whisper of the Heart
- 2002: Das Königreich der Katzen
- 2005: Futari wa Pretty Cure Max Heart
- 2005: Futari wa Precure Max Heart 2: Yukizora no Tomodachi
- 2006: .hack//Roots
- 2009–2016: Pretty Cure All Stars
- 2010: Mobile Suit Gundam 00 The Movie: A wakening of the Trailblazer
- 2018: Hugtto! PreCure Futari wa Pretty Cure: All Stars Memories
- 2021: My Hero Academia The Movie: World Heroes' Mission
- 2023: Pretty Cure All Stars F

## Diskografie

### Singles
| No. | Release Date  | Title                                           | Identification Number | Chart Position | Album            |
| --- | ------------- | ----------------------------------------------- | --------------------- | -------------- | ---------------- |
| 1   | June 25, 1995 | Country Road (カントリー・ロード Kantori Roodo) | TKDA-70642            | 22             | friends~Friends~ |
| 2   | June 5, 1996  | Future Door (未来のドア Mirai no Doa)           | TKDA-70871            |                | friends~Friends~ |

### Alben
| No. | Release Date  | Title                                                   | Identification Number | Chart Position |
| --- | ------------- | ------------------------------------------------------- | --------------------- | -------------- |
| 1   | July 22, 1996 | friends~Friends~ (friends〜フレンズ〜 friends~Furenzu~) | TKCA-70947            |                |

### Mini-Alben
| No. | Release Date    | Title     | Identification Number | Chart Position |
| --- | --------------- | --------- | --------------------- | -------------- |
| 1   | August 27, 2008 | true self | GNCA-7118             |                |
| 2   | June 24, 2009   | Fiore     | GBCA-7131             |                |